# 1-ша бригада армійської авіації (Україна)
1-ша бригада армійської авіації (1 БрАА, в/ч 18365, в/ч А2128) — військове формування Збройних сил України, яке існувало у 1993—2004 роках.
Частина була створена до 1 грудня 1979 року як 513-й окремий гелікоптерний полк з дислокацією на аеродромі у селищі Радянському Бердичівського району Житомирської області. Раніше на цьому аеродромі базувались 238-й та 331-й окремі гелікоптерні полки, але вони були передислоковані.
В 1981 році 513-й окремий гелікоптерний полк увійшов до складу 8-ї танкової армії. Для діяльності полку були також з ним сформовані 372-й окремий батальйон аеродромно-технічного забезпечення (гелікоптерного полку) та 1170-ту окрему роту зв'язку та радіотехнічного забезпечення.
15 липня 1993 року 513-й окремий бойовий гелікоптерний полк передали до складу 14-ї повітряної армії.
1 вересня 1993 року 513-й окремий бойовий гелікоптерний полк разом з підрозділами забезпечення переформували у 1-шу бригаду армійської авіації (бойову) включену до складу 8-го армійського корпусу.
2004 року бригада розформована. 26 березня 2004 р. останній гелікоптер Мі-24 1-ї гелікоптерної ескадрильї покинув в/ч А2128.

## Оснащення
Станом на 1990 рік на озброєнні знаходились:
- 43 одиниці Мі-24
- 21 одиниця Мі-8

## Командування
- підполковник Айзенберг Є.Б.
- підполковник Делідов
- підполковник Крохмальов
- полковник Граб О.П.